# 氘代二氯甲烷
氘代二氯甲烷（CD2Cl2）是一种二氯甲烷（DCM，CH2Cl2）的氢（"H"）被另一种同位素氘（"D"）取代的形式。氘代二氯甲烷因价格较为昂贵，在核磁共振波谱法当中应用并不多。